# بیزوتپه
بیزو تپه مربوط به دوره اشکانیان - دوره ساسانیان است و در شهرستان میانه، بخش مرکزی، دهستان گرمی جنوبی، ۲۰۰ متری روستای دوه داشی واقع شده و این اثر در تاریخ ۲۷ اسفند ۱۳۸۶ با شمارهٔ ثبت ۲۲۷۲۷ به‌عنوان یکی از آثار ملی ایران به ثبت رسیده است.